# Abraham Zabludovsky
Abraham Zabludovsky Kraveski (Białystok, Polonia, 14 de junio de 1924-Ciudad de México, 9 de abril de 2003) fue un arquitecto y pintor mexicano de ascendencia judío-polaca. Estudió en la Escuela Nacional de Arquitectura de la Universidad Nacional Autónoma de México. Se recibió, con mención honorífica, con la tesis Unidad de habitación colonia Hipódromo. Trabajó en el taller del arquitecto Mario Pani Darqui y comenzó su práctica profesional privada en 1950. Fue hermano del periodista mexicano Jacobo Zabludovsky.

## Carrera
Realizó una extensa labor profesional en México y en el extranjero, proyectó y construyó más de 200 obras, principalmente residencias, unidades de habitación, edificios bancarios y centros culturales. Su obra atiende a los rasgos propios del lugar, delineando un lenguaje propio caracterizado por la revaloración del muro, la búsqueda de texturas durables, particularmente mediante el empleo del concreto cincelado con grano de mármol expuesto y una concepción espacial que retoma la tradición de la arquitectura mexicana de patios, pórticos y taludes que relacionan el interior de los edificios con el espacio urbano.
Fue miembro del Colegio de Arquitectos de la Ciudad de México, académico emérito y fundador de la Academia Nacional de Arquitectura, miembro honorario de The American Institute of Architects, profesor de la Academia Internacional de Arquitectura de Sofía, Bulgaria y miembro fundador del Centro de Arte y Comunicación de Buenos Aires, Argentina (INCA+A).[cita requerida]

## Premios y distinciones
Recibió, a lo largo de su carrera, diversos reconocimientos:
- Premio Nacional de Ciencias y Artes en Bellas Artes, en 1982, del gobierno de México.[1]
- Gran Premio Latinoamericano en la Bienal de Arquitectura de Buenos Aires, en 1989, por Argentina.
- Premio del Instituto Mexicano del Cemento y del Concreto, con el Centro Financiero Banamex, en 1989.
- Medalla de Oro en la Bienal Mundial de Arquitectura, en Sofía, Bulgaria, con la sala de Usos Múltiples en Celaya, Guanajuato, en 1991.
- Presea Ciudad de México, en 1991.
- Medalla de Oro en la Bienal de Arquitectura de México, con la ampliación del Complejo Banamex Cuadra, en 1992.
- Premio de la Sociedad Mexicana de Geografía y Estadística, por el mejor trabajo de arquitectura en el estado de Aguascalientes, en 1992.
- Creador Emérito de Artes, en 1993.
- Gran Premio Ex Aequo en la Segunda Bienal Internacional de Arquitectura de Brasil, BIAB'94.
- Mención de Honor Internacional, en la Bienal Panamericana de Arquitectura de Quito, Ecuador, en 1994.
- Premio VITRUVIO, en Buenos Aires, Argentina, en mérito a su trayectoria en la arquitectura latinoamericana por méritos excepcionales en la creación y en el aporte a la cultura de los pueblos en 1994.

Su obra se ha exhibido en importantes eventos y museos de diversos países: Argentina, Brasil, Canadá, Ecuador, Estados Unidos, España y México. Una exposición selecta de su obra se presentó en Barcelona, Madrid, Pamplona y la Coruña, en España.

## Obras representativas
- Edificio de departamentos (Horacio y Schiller, Colonia Polanco, Ciudad de México) (1959).
- Centro Cívico Centenario Cinco de Mayo, Puebla, Puebla (1962).
- Edificio de departamentos (Bernard Shaw, colonia Polanco, Ciudad de México) (1965).
- Conjunto Habitacional Torres de Mixcoac, Ciudad de México (1967), en colaboración con el arquitecto Teodoro González de León.
- Casa Sacal, Ciudad de México (1968).
- Oficinas Centrales del Infonavit, Ciudad de México (1973), en colaboración con el arquitecto Teodoro González de León.
- Embajada de México en Brasilia, Brasil (1973), en colaboración con los arquitectos Teodoro González de León y J. Francisco Serrano.
- Edificio de El Colegio de México, Av. Camino al Ajusco 20, Ciudad de México (1975), en colaboración con el arquitecto Teodoro González de León.
- Universidad Pedagógica Nacional Av. Camino al Ajusco , Ciudad de México (1975), en colaboración con el arquitecto Teodoro González de León.
- Teatro de la Ciudad Emilio Rabasa, Tuxtla Gutiérrez, Chiapas (1979).
- Museo Tamayo Arte Contemporáneo, Ciudad de México (1981), en colaboración con el arquitecto Teodoro González de León.
- Oficinas Centrales del Banco Bilbao Vizcaya (Multibanco Mercantil de México), Ciudad de México (1982).
- Biblioteca México La Ciudadela, Ciudad de México (1988).
- Casa Hogar Los Tamayo, Oaxaca, Oaxaca (1989).
- Auditorio de Usos Múltiples, Celaya, Guanajuato (1990).
- Remodelación y ampliación del Auditorio Nacional, Ciudad de México (1990), en colaboración con el arquitecto Teodoro González de León.
- Teatro Aguascalientes, Aguascalientes, Aguascalientes (1991).
- Auditorio Municipal Mariano Abasolo, Dolores Hidalgo, Guanajuato (1991).
- Auditorio del Estado, Guanajuato, Guanajuato (1991).
- Conjunto Habitacional La Cantera, Ciudad de México, (1992).
- Taller-Estudio Abraham Zabludovsky, Ciudad de México, (1993).
- Sala de Usos Múltiples y Centro de Convenciones, Tuxtla Gutiérrez, Chiapas (1995).
- Centro Cultural Sor Juana Inés de La Cruz, San Miguel Nepantla, Estado de México (1995).
- Proyecto de hotel en el Aeropuerto Internacional de la Ciudad de México, Ciudad de México (1995).
- Proyecto del museo de sitio y Centro Recreativo y Deportivo "Cerro del Judío", Ciudad de México (1997).
- Proyecto del Centro Turístico y de Campamento en el Ajusco, Ciudad de México (1997).
- Edificio de Oficinas en Santa Fe, Ciudad de México (1999).
- Centro de Convenciones/Teatro de la Ciudad, Coatzacoalcos, Veracruz (2003).[2]
- Museo Interactivo Papagayo, Villahermosa, Tabasco. Obra póstuma, terminada por Rec Arquitectura (2005).
- Edificio de oficinas en Leibnitz 1 y Leibnitz 20.en colaboración con el arquitecto Teodoro González de León